# سانتياغو ألفاريز (سياسي)
سانتياغو ألفاريز هو سياسي فلبيني، ولد في 25 يوليو 1872 في إيموس في الفلبين، وتوفي في 30 أكتوبر 1930 في سان بابلو في الفلبين. حزبياً، نشط في Nacionalista Party ‏.